# Kristen Karstensen
Kristen Karstensen, född 25 april 1809 i Kær på danska Als, död 1 november 1882, var en dansk präst och psalmdiktare. Han tog studenten i Ribe och läste teologi vid universitetet i Köpenhamn. Först verkade han som lärare innan han fick tjänst som präst och kyrkoherde i Broager. Han blev sedan präst i Gjelsted på Fyn i Danmark. Som psalmförfattare är han representerad i Psalmebog for Kirke og Hjem.